# Sædding Strand
Sædding Strand er en 3300 meter lang strand ved bydelen Sædding i Esbjerg. 
Stranden går fra Guldager Møllebæk i nord til Fovrfeldt Bæk i syd. Den indeholder to badestrande henholdsvis kaldet Sædding Strand og Mennesket ved Havet. Sidstnævnte badestrand opkaldt efter skulpturen af samme navn. De to badestrande er adskilt af et strandstykke, hvor badning er forbudt grundet ringe vandkvalitet. Dette er forårsaget af kloakoverløb fra Fovrfeldt Bæk ved Karl Andersens vej.

## Bygninger og beplantning
Stranden er præget af blandet beplantning samt både helårshuse og sommerhuse. Disse forsøges dog opkøbt af Esbjerg Kommune jævnfør bestemmelserne i lokalplanen. Der er eksempelvis bøgetræer, roser, gyvel og brombær i bevoksningen på skrænterne ned mod stranden. Disse er desuden græsklædte. Langs skrænterne løber en sti og fra stien er der med jævne mellemrum betontrapper ned mod stranden.